# Bambusodae
Bambusodae es una de las dos supertribus en que se divide la subfamilia Bambusoideae, perteneciente a la familia de las poáceas.

## Tribus y géneros
- Tribu Bambuseae

Esta tribu comprende 93 géneros distribuidos en diversas subtribus:
- Subtribu Arthrostylidiinae

Comprende 13 géneros: Actinocladum, Alvimia, Apoclada, Arthrostylidium, Athroostachys, Atractantha, Aulonemia (Matudacalamus), Colanthelia, Elytrostachys, Glaziophyton, Merostachys, Myriocladus, Rhipidocladum.
- Subtribu Arundinariinae

Comprende 17 géneros: Acidosasa, Ampelocalamus, Arundinaria, Borinda, Chimonocalamus, Drepanostachyum,Himalayacalamus, Fargesia, Ferrocalamus, Gaoligongshania, Gelidocalamus, Indocalamus, Oligostachyum, Pseudosasa, Sasa, Thamnocalamus, Yushania.
- Subtribu Bambusinae

Comprende 10 géneros: Bambusa (Dendrocalamopsis), Bonia (Monocladus), Dendrocalamus (Klemachloa, Oreobambos, Oxynanthera o Sinocalamus), Dinochloa, Gigantochloa, Holttumochloa, Kinabaluchloa (Maclurochloa, Soejatmia), Melocalamus, Sphaerobambos, Thyrsostachys.
- Subtribu Chusqueinae

Comprende 2 géneros: Chusquea, Neurolepis.
- Subtribu Guaduinae

Comprende 5 géneros: Criciúma, Eremocaulon, Guadua, Olmeca, Otatea.
- Subtribu Melocanninae

Comprende 9 géneros: Cephalostachyum, Davidsea, Leptocanna, Melocanna, Neohouzeaua, Ochlandra, Pseudostachyum, Schizostachyum, Teinostachyum.
- Subtribu Nastinae

Comprende 6 géneros: Decaryochloa, Greslania, Hickelia, Hitchcockella, Nastus, Perrierbambus.
- Subtribu Racemobambodinae

Comprende un género: Racemobambos (Neomicrocalamus, Vietnamosasa)
- Subtribu Shibataeinae

Comprende 9 géneros: Chimonobambusa, Hibanobambusa, Indosasa, Phyllostachys, Qiongzhuea, Semiarundinaria (Brachystachyum), Shibataea, Sinobambusa, Temburongia (incertae sedis).
- Tribu Guaduellieae

Tiene un género: Guaduella.
- Tribu Puelieae

Tiene un género: Puelia.